# کاشت قرنیه‌ای
کاشت قرنیه‌ای (به انگلیسی: Corneal Inlay) که به نام کاشت درون‌قرنیه‌ای هم شناخته می‌شود، روشی است برای درمان پیرچشمی که در آن یک کاشتنی زیست‌سازگار داخل قرنیه کار گذاشته می‌شود. از این روش برای کاهش وابستگی بیمار به عینک مطالعه و بهبود دید نزدیک و میانه سود برده می‌شود. بیمار پس از عمل کاشت درون‌قرنیه‌ای قادر می‌شود اموری همچون خواندن صفحه تلفن همراه، خواندن قیمت‌های زده شده روی اجناس در فروشگاه‌ها و خواندن صفحه نمایش رایانه و هر کاری که نیاز به دید نزدیک خوب داشته باشد را بدون استفاده از عینک به انجام برساند.
کاشت‌های قرنیه‌ای در ابعاد بسیار کوچک، نازک و نفوذپذیر به منظور غذارسانی به بافت قرنیه ساخته می‌شوند. عموماً این کاشت‌ها در یک چشم و بیش‌تر در چشم غیر غالب بیمار کار گذاشته می‌شوند.
خوزه بارانکر نخستین نمونه از کاشت‌های قرنیه‌ای را به سال ۱۹۴۹ در بارسلونای اسپانیا ساخت. البته از آن‌جا که ماده تشکیل‌دهنده کاشت قرنیه‌ای وی از شیشه بود، با بافت بدن سازگار نبود. از مواد شفاف و نفوذپذیر دیگری چون پلیمرهای هیدروژل نیز در دهه ۱۹۶۰ برای ساخت کاشت قرنیه‌ای بهره برده شد.
برخی بیماران که نخستین گونه‌های کاشت قرنیه‌ای در چشمشان کار گذاشته می‌شد از مشکلاتی نظیر ابرینگی قرنیه (corneal opacification)، نازک شدن یا حتی آب شدن کاشت شکایت داشتند. پژوهشگران به زودی دریافتند که افزون بر نوع ماده تشکیل دهنده کاشت، کلفتی کاشت و عمقی که می‌بایست در آن قرار گیرد، نفوذپذیری برای غذارسانی به قرنیه و همچنین مرکزیت کاشت نیز باید مورد توجه قرار گیرد. دلیل تأخیر به بازار آمدن کاشت‌های قرنیه‌ای هم این بود که پژوهشگران در پی آن بودند که همه این اهداف را یک‌جا حاصل کنند.
اداره غذا و داروی ایالات متحده آمریکا (FDA) تا سال ۲۰۱۴ به کاشت‌های قرنیه‌ای مجوز نداده است. با این حال این کاشت‌ها در برخی کشورهای اروپایی و آسیایی به کار گرفته می‌شوند. برای کاشت کاشت‌های قرنیه‌ای یک برش یا اصطلاحاً برداشت قرنیه‌ای همچون آنچه که در عمل لیزیک صورت می‌گیرد، ایجاد شده و پس از قرارگیری کاشت، دوباره بسته می‌شود. یکی از فواید این کاشت‌ها نسبت به دیگر روش‌های درمانی این است که چنانچه بیمار از نتیجه راضی نبود یا عارضه پزشکی مرتبط دیگری رخ داد، به راحتی می‌توان آن را از چشم خارج کرد و چشم پس از آن به حال نخستین خود بازمی‌گردد.

## گونه‌ها
تا سال ۲۰۱۶ میلادی، ۴ گونه کاشت قرنیه‌ای در بازار وجود دارد:

### کامرا
کامرا اینلِی (The KAMRAinlay) ساخت شرکت آکوفوکِس (AcuFocus, Inc) یک حلقه زیست‌سازگار است که با بهره‌گیری از اصل کوچکی روزنه قادر است عمق دید را افزایش دهد. این طراحی سبب می‌شود نور به صورت متمرکز شده وارد چشم شود و دید نزدیک و میانه بیمار را بدون کاهش دید دور تصحیح کند.

### فلکسیوومیکرولنز
فِلِکسیوومیکرولِنز (The FlexivueMicrolens) ساخت شرکت پرزبیاکوپِراتیو (PresbiaCoöperatief U.A) یک عدسی انکساری هیدروژلی پلیمری است. بخش میانی این عدسی قدرت انکساری ندارد و بخش‌های کناری آن دارای قدرت انکساری مثبت هستند. این کاشت، طبق اصل عینک‌های دوکانونی کار می‌کند. این دوکانونی بودن سبب می‌شود دو تصویر بر شبکیه ظاهر شود. هر دو کانون تمرکزی این عدسی هم تصویر ناواضح و هم تصویر کاملاً واضح را ایجاد می‌کند. فلکسیوومیکرولنز با قدرت‌های گوناگونی ارائه می‌شود و پزشک می‌تواند بر مبنای پیشرفت پیرچشمی قدرت آن را افزایش دهد.

### رین‌دراپ
رِین‌دراپ نیِرویژِن اینلِی (The Raindrop Near Vision Inlay) ساخت شرکت ریویژِ اّپتیکز (Revision Optics, Inc) یک کاشت میکرونی هیدروژلی است که قرنیه را تغییر شکل می‌دهد و دیدی شبیه به لنزهای داخل چشمی چندکانونی برای تصحیح دید نزدیک و میانه بیمار ارائه می‌کند.

### آیکولنز
آیکولِنز سیستِم (The Icolens System) ساخت شرکت نوپتیکز اِی‌جی (Neoptics AG) نیز گونهٔ دیگری از عدسی‌های انکساری هیدروژلی پلیمری است که همچون فلکسیوومیکرولنز در مرکز هیچ قدرت انکساری نداشته و تنها در کناره‌ها دارای قدرت انکساری مثبت است. همچنین این عدسی هم دارای قدرت‌های گوناگونی است که بسته به پیشرفت پیرچشمی پزشک قادر است آن را تعویض و جایگذاری مجدد نماید.